# مارجوري فولر
مارجوري فولر (بالإنجليزية: Marjorie Fowler)‏ هي مونتيرة أمريكية، ولدت في 16 يوليو 1920 في لوس أنجلوس في الولايات المتحدة، وتوفيت في 8 يوليو 2003 في هوليوود هيلز في الولايات المتحدة.

## وصلات خارجية
- مارجوري فولر على موقع IMDb (الإنجليزية)
- مارجوري فولر على موقع ألو سيني (الفرنسية)
- مارجوري فولر على موقع أول موفي (الإنجليزية)
- مارجوري فولر على موقع قاعدة بيانات الأفلام السويدية (السويدية)
- مارجوري فولر على موقع قاعدة بيانات الفيلم (الإنجليزية)
- مارجوري فولر على موقع كينوبويسك (الروسية)